# Ernest Blakelock Thubron
Ernest Blakelock Thubron, també conegut com a Émile Thubron (Boldon, Tyne i Wear, 15 de juliol de 1861 – Tokomaru, Manawatu-Wanganui, Nova Zelanda, 22 de maig de 1927) va ser un esportista anglo-francès que disputà els Jocs Olímpics de Londres de 1908. En ells guanyà la medalla d'or de la Classe A en la competició de motonàutica, a bord del Camille.